# Вернер фон Хефтен
Вернер фон Хефтен (на немски: Werner von Haeften) е германски оберлейтенант от Вермахта, участвал в опита за убийство на фюрера Адолф Хитлер от 20 юли 1944 г. Той е считан за герой на германската антинацистка съпротива.

## Биография
Хефтен и брат му Ханс са родени в Берлин, синове на Ханс фон Хефтен, армейски офицер и президент на Райския архив. Завършва право в родния си град и след това работи в банка в Хамбург до избухването на Втората световна война, когато се присъединява към германската армия.
През 1943 г., след като се възстановява от тежката рана, която получава на източния фронт, Хефтен става адютант на Клаус фон Щауфенберг, една от водещите фигури в немската съпротива.
На 20 юли 1944 г. Хефтен придружава Щауфенберг до военното командване на Вермахта, близо до Растенбург, Източна Прусия (сега Кентшин в Полша), където Щауфенберг поставя куфарче с бомба в конферентна зала в централата на Хитлер „Вълчата бърлога“. След детонацията, Щауфенберг и Хефтен се връщат в Берлин и без да знаят, че Хитлер оцелява от експлозията, се опитват да започнат дълго планиран държавен преврат, който бързо се проваля.
На същия ден Хефтен, заедно с Щауфенберг и колегите си заговорници генерал Фридрих Олбрихт и оберст Албрехт Мерц фон Квирнхайм, са арестувани след обстоен военен съд и осъдени на смърт от генерал Фридрих Фром, който по-късно е арестуван и екзекутиран от нацисткия режим за мълчаливото му съучастничество. И четиримата са разстреляни след полунощ от десетчленен отряд в двора на Министерството на войната, Бендлерблок. Щом Щауфенберг следва да бъде застрелян, в последния си жест на лоялност, Хефтен застава на пътя на куршумите, предназначени за Щауфенберг.
Братът на Хефтен – Ханс Бернд фон Хефтен, който също участва в заговора, е екзекутиран на 15 август в затвора в Пьоцензе.